# Poeciliopsis gracilis
Poeciliopsis gracilis är en fiskart som först beskrevs av Heckel, 1848.  Poeciliopsis gracilis ingår i släktet Poeciliopsis och familjen Poeciliidae. Inga underarter finns listade i Catalogue of Life.